# Ресбоєнь
Ресбоєнь, Ресбоєні (рум. Răsboieni) — село у повіті Ясси в Румунії. Входить до складу комуни Цибенешть.
Село розташоване на відстані 293 км на північ від Бухареста, 32 км на південний захід від Ясс.

## Населення
За даними перепису населення 2002 року у селі проживали 815 осіб, усі — румуни. Усі жителі села рідною мовою назвали румунську.